# Lady Oscar
Lady Oscar és una pel·lícula franco-japonesa dirigida el 1978 per Jacques Demy, i estrenada el 1979.
És l'adaptació al cinema de dibuixos animats japonesos d'èxit La rosa de Versalles (Berusaiyu no Bara en japonès), publicada a partir de 1972. Ha estat doblada al català.

## Argument
Lady Oscar neix el 1755, el mateix any que l'arxiduquessa Maria Antonieta d'Àustria, futura reina de França. És la sisena i última filla del general de Jarjayes, que desitjava més que tot al món tenir un fill. La mare va morir en el part, i el general decideix convertir-la en un noi: l'anomena Oscar François, li posa roba masculina, li ensenya l'ús de les armes i li dona un company de joc de la seva edat, el fill de la seva dida, anomenat André.
Els anys d'infantesa passen en la despreocupació, fins a aquest dia de 1775, en què el general anuncia a cadascun dels dos joves el seu destí segons el seu rang: Oscar, jove aristòcrata, és nomenat oficial en la guàrdia personal de la reina Maria-Antonieta; André, simple plebeu, serà mosso de quadra als estables reials.
Oscar passa per un home als ulls del tribunal, però no per a André, que n'està enamorat des de sempre. Oscar va, tanmateix, a poc a poc, revelant-se a ella mateixa com a dona el dia en què queda torbada per Axel de Fersen, l'amant de la reina. Sensibilitzada a poc a poc per la misèria del poble de París, és obligada, empesa pels esdeveniments de la Revolució francesa, a escollir el seu camp: acaba per girar l'esquena als valors del passat, de l'ordre antic i del món de l'aristocràcia a la qual pertany. Es rebel·la contra el seu pare, abraça els ideals de llibertat i d'igualtat ensenyats per André, del qual acaba per enamorar-se. Desgraciadament, aquest últim és mort en la presa de la Bastilla, dia de dol per a Oscar i de joia per al poble de París.

## Repartiment
- Catriona MacColl: Oscar François de Jarjayes
- Barry Stokes: André Grandier
- Christine Böhm: Maria Antonieta
- Jonas Bergström: Axel de Fersen
- Terence Budd: Lluís XVI
- Constance Chapman: dida
- Gregory Floy: cardenal Louis de Rohan
- Anouska Hempel: Jeanne de la Motte
- Mark Kingston: general de Jarjayes
- Sue Lloyd: comtessa de Polignac
- Shelagh McLeod: Rosalie de Valois
- Michael Osborne: Bernard Chatelet
- Martin Potter: comte de Girodet
- Paul Spurrier: delfí Louis-Joseph
- Andrew Bagley: André de nen
- Cadine Constan: Sra. de Valois
- Rosemary Dunham: marquesa de Boulainvilliers
- Christopher Ellison: Maximilien de Robespierre
- Patsy Kensit: Oscar d'infant
- Mike Marshall: Nicolas de La Motte
- Jacques Maury: baró de Breteuil
- Michael Petrovitch: Charles Alexandre de Calonne
- Daniel/Dane Porret: Léonard
- Georges Wilson: general de Bouillé
- Patrick Allan
- Nicolas Amer: M. de Chantilly
- Jean Boissery: soldat
- François Brincourt
- Michèle Cahier: costurera
- Geoffrey Carey: invitat al ball negre
- Lyne Chardonnet: invitat al ball negre
- Thérèse Crémieux
- Huguette Faget: dama de la cort
- Corinne Fischer: costurera
- Patrick Floersheim: adversari del duel amb Oscar en una taverna
- Steve Gadler: soldat insolent
- Gary Granville
- Vincent Grass: soldat insolent
- Consuelo de Haviland: parella d'Oscar al ball negre
- Jeffrey Kime: inoportú al ball reial
- Caroline Loeb
- Claire Maubert
- Timothy Morand: borratxo
- Mario Pecqueur
- Olivier Pierre
- John Charles Sabain
- James Shuman
- Angela Thorne: Rose Bertin
- John Tordoff
- Denis Trinder
- Dominique Varda: Élisabeth Vigée Le Brun
- Monique Vermeer
- Robin Whitecross: costurera
- Lambert Wilson: soldat insolent

## Anàlisi de la pel·lícula
La pel·lícula té com a trama de fons els últims anys del regnat de Lluís XVI, període en el qual la reina Maria-Antonieta, que Oscar protegeix sense mai jutjar-la, perd el seu tron. Han estat relatats esdeveniments històrics, com l'afer del collar de la reina, i d'altres estan més novel·lats.
No cal, tanmateix, buscar en lady Oscar una veritat històrica. Alguns personatges han existit; d'altres, com Oscar i André, són ficticis. Alguns esdeveniments són reals, d'altres estan lliurement adaptats. Cal veure una doble recerca de veritat del personatge d'Oscar, que trenca a poc a poc amb la seva educació. Aquesta cerca és d'ordre sexual i sentimental d'un costat, i social de l'altre.
En el pla sexual, té, per la voluntat del seu pare de fer-ne un home, un problema d'identitat. Mena de cavaller d'Éon, va vestida com un home, passa per tal per a una part del tribunal i fa una carrera militar. Una primera fissura apareix quan s'emociona amb el comte de Fersen. Progressa en aquesta via, fins a portar un vestit per anar al ball del tribunal i anar-hi amb aquell que estima en secret. A continuació, al fil dels esdeveniments, s'assumeix completament com a dona i obertament s'enamora d'André, el seu amic de sempre.
En el pla social, els valors ensenyats pel seu pare a poc a poc es van perdent, i vacil·la entre lleialtat i rebel·lió. Tot comença quan descobreix, amb ocasió d'un accident, la misèria del poble de París. Defensa els miserables batent-se en duel contra un altre aristòcrata que deixa anar tot un discurs d'odi. Resta, tanmateix, lleial als valors de l'aristocràcia: just després del duel, troba Robespierre en una taverna i descobreix amb sorpresa la radicalització de la seva posició política i el seu enduriment respecte al poder reial. Es bat en el tumult amb un home que critica el poder i l'obediència cega dels militars. Acaba per desqualificar-se de manera irreversible el dia que desobeeix una ordre, refusant disparar sobre el poble en un tumult. Rebutjada pel seu pare, per a qui el nom dels Jarjayes ha estat deshonorat, ella es rebel·la i es bat amb ell. Ha d'abandonar per sempre amb llàgrimes el castell de la seva infantesa, i acaba per participar en la presa de la Bastilla, assumint plenament els seus nous ideals de llibertat i d'igualtat.
El personatge de la dida voluntària descriu aquestes dues evolucions amb els seus comentaris. El dia en què Oscar s'emprova el vestit abans d'anar al ball, diu a André que està a punt per trobar-s'hi. El dia en què Oscar ha d'abandonar per sempre el castell, hi veu un motiu per alegrar-se per l'arribada d'una nova era.

## Galeria

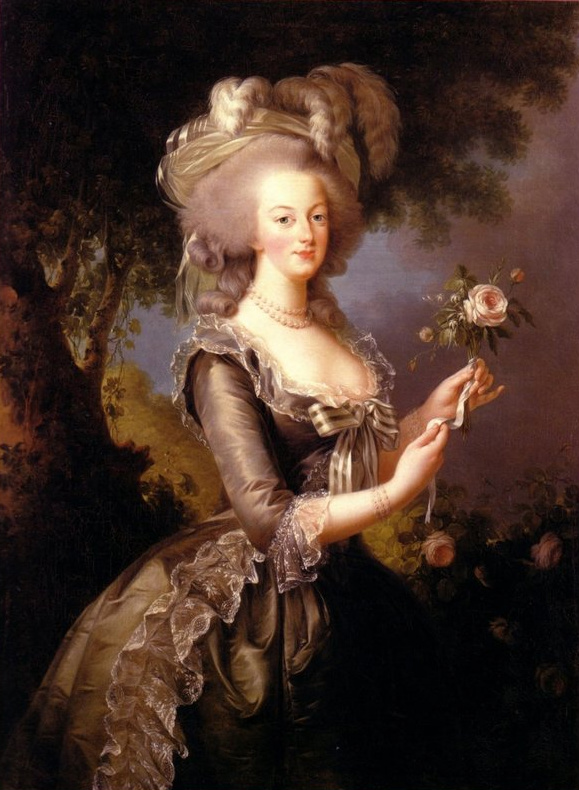
En una escena de la pel·lícula, es veu Élisabeth Vigée Le Brun realitzar el retrat Maria-Antonieta amb la rosa, l'original del qual és exposat al Petit Trianon
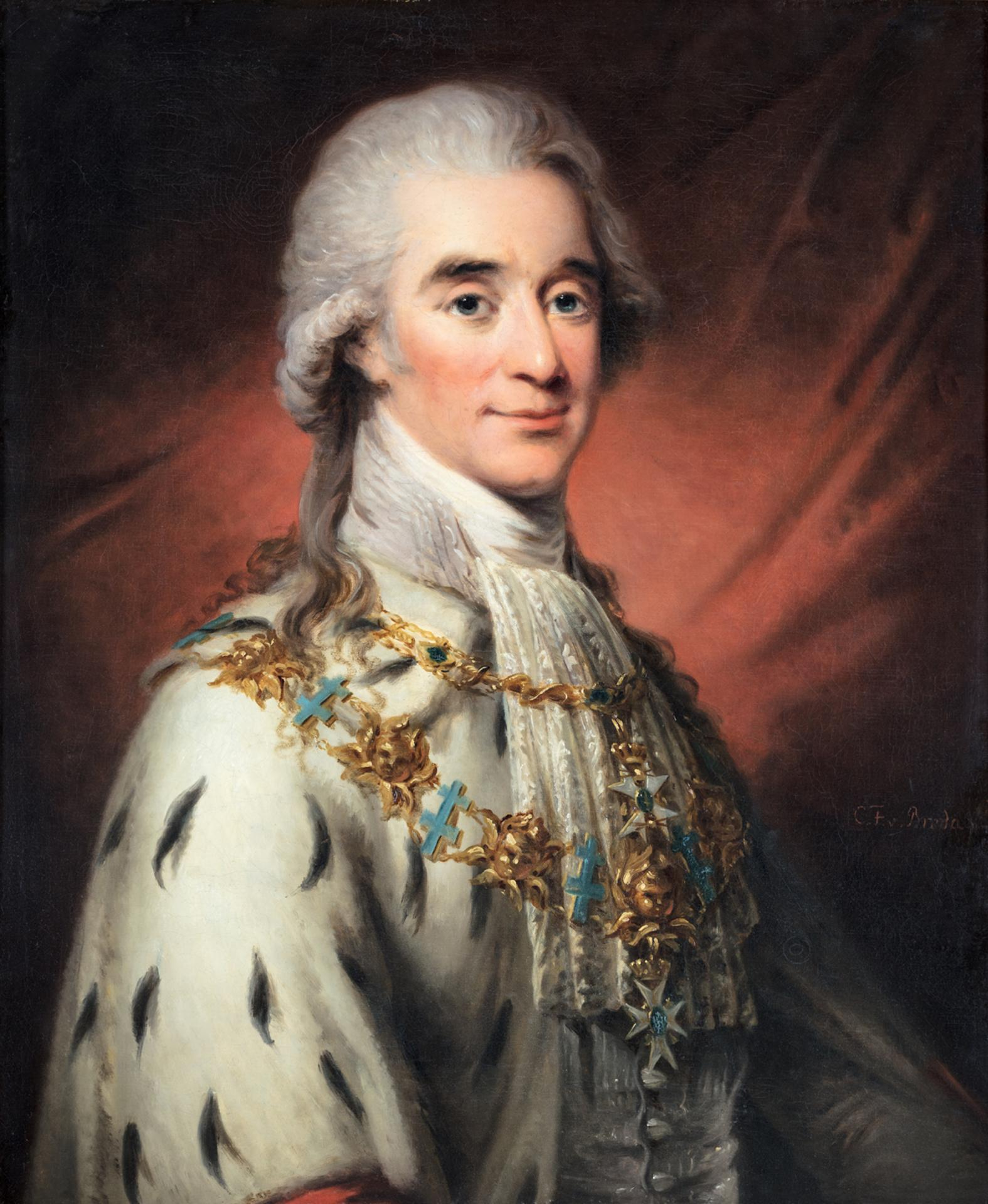
Axel de Fersen, estimat de la reina i d'Oscar
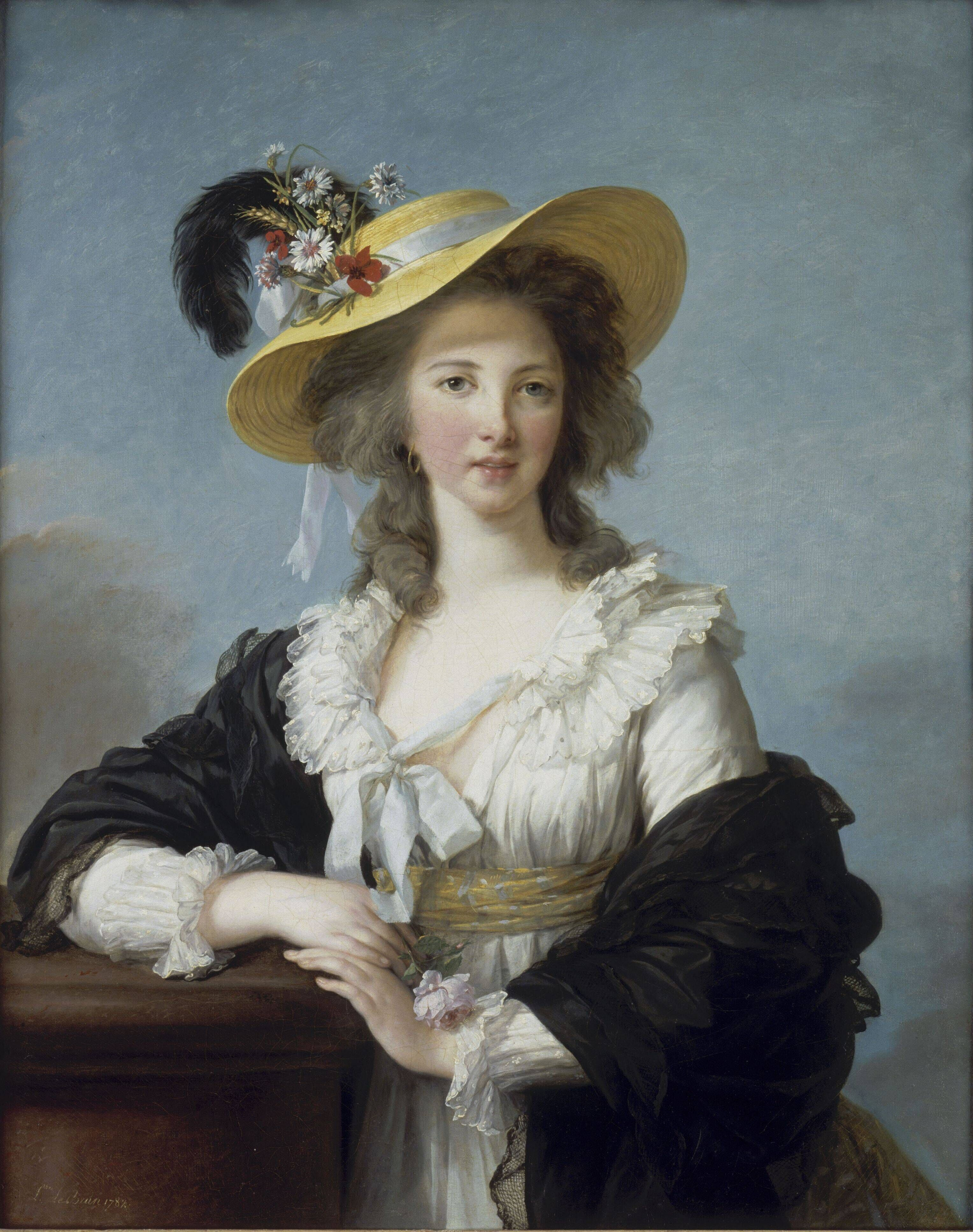
La comtessa de Polignac, favorita de la reina
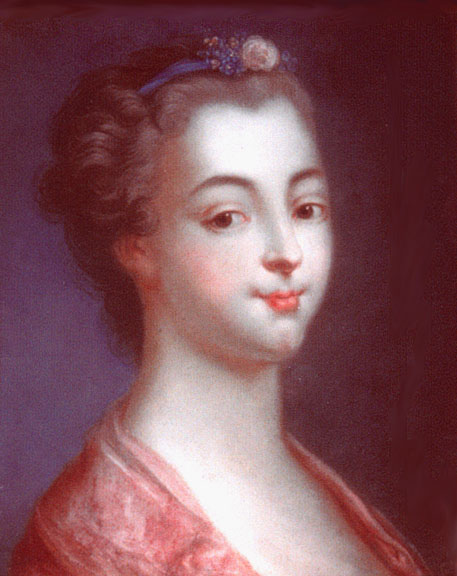
Rosa Bertin, modista de la reina
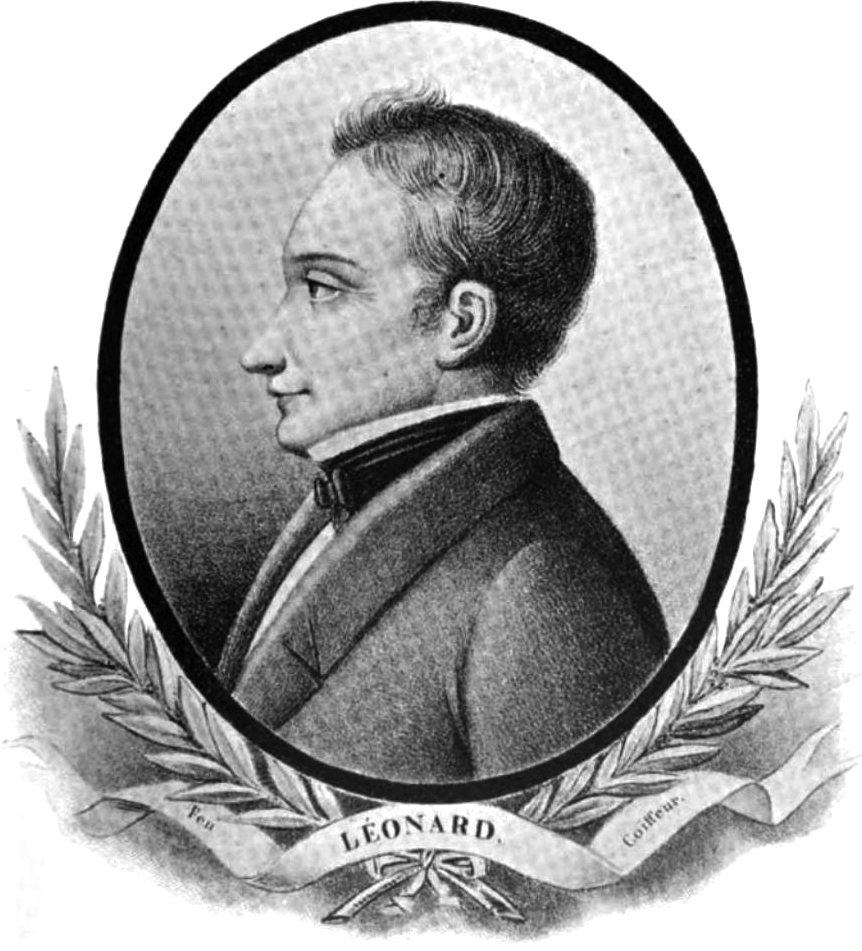
Léonard, perruquer de la reina
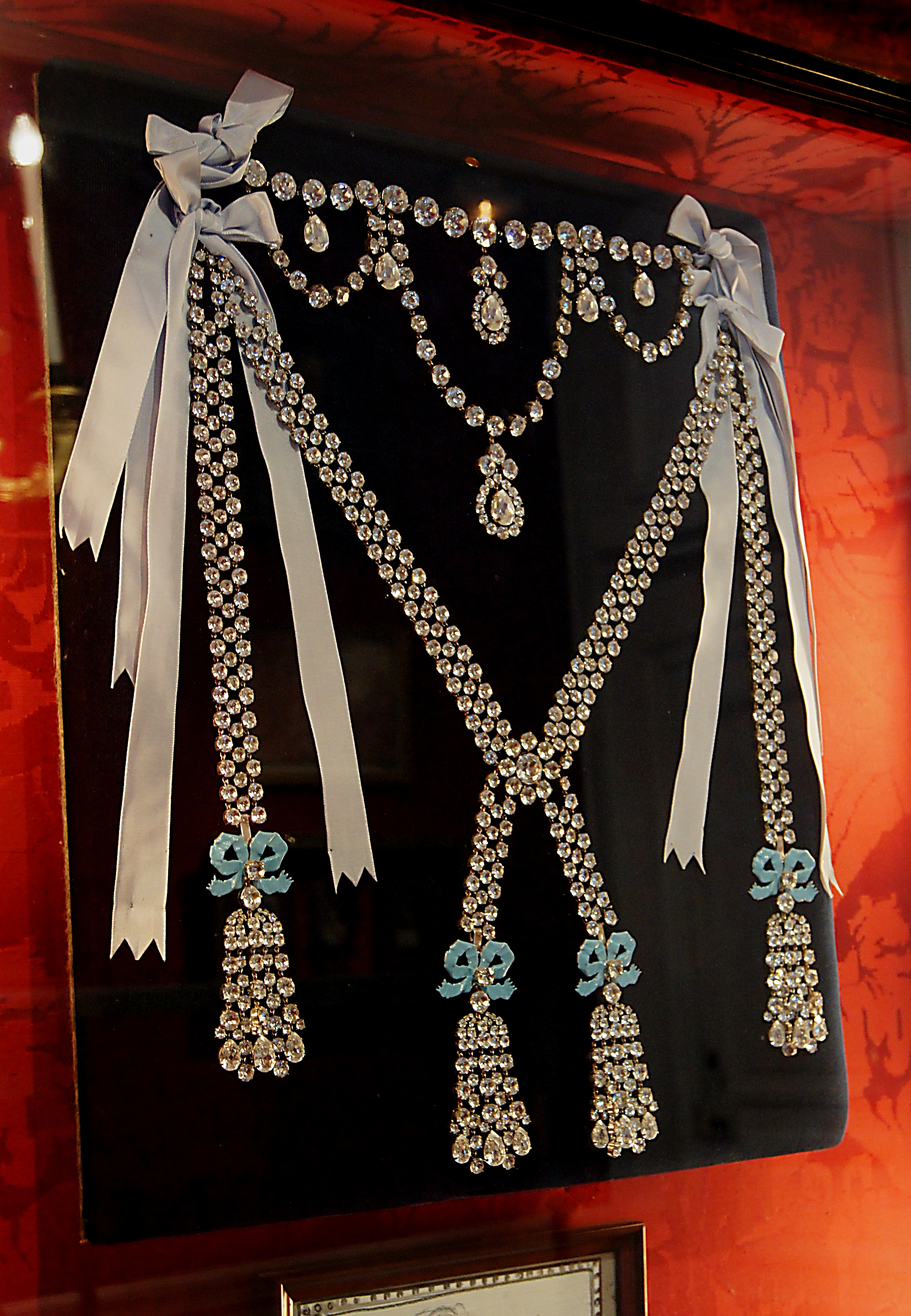
El collar de l'afer
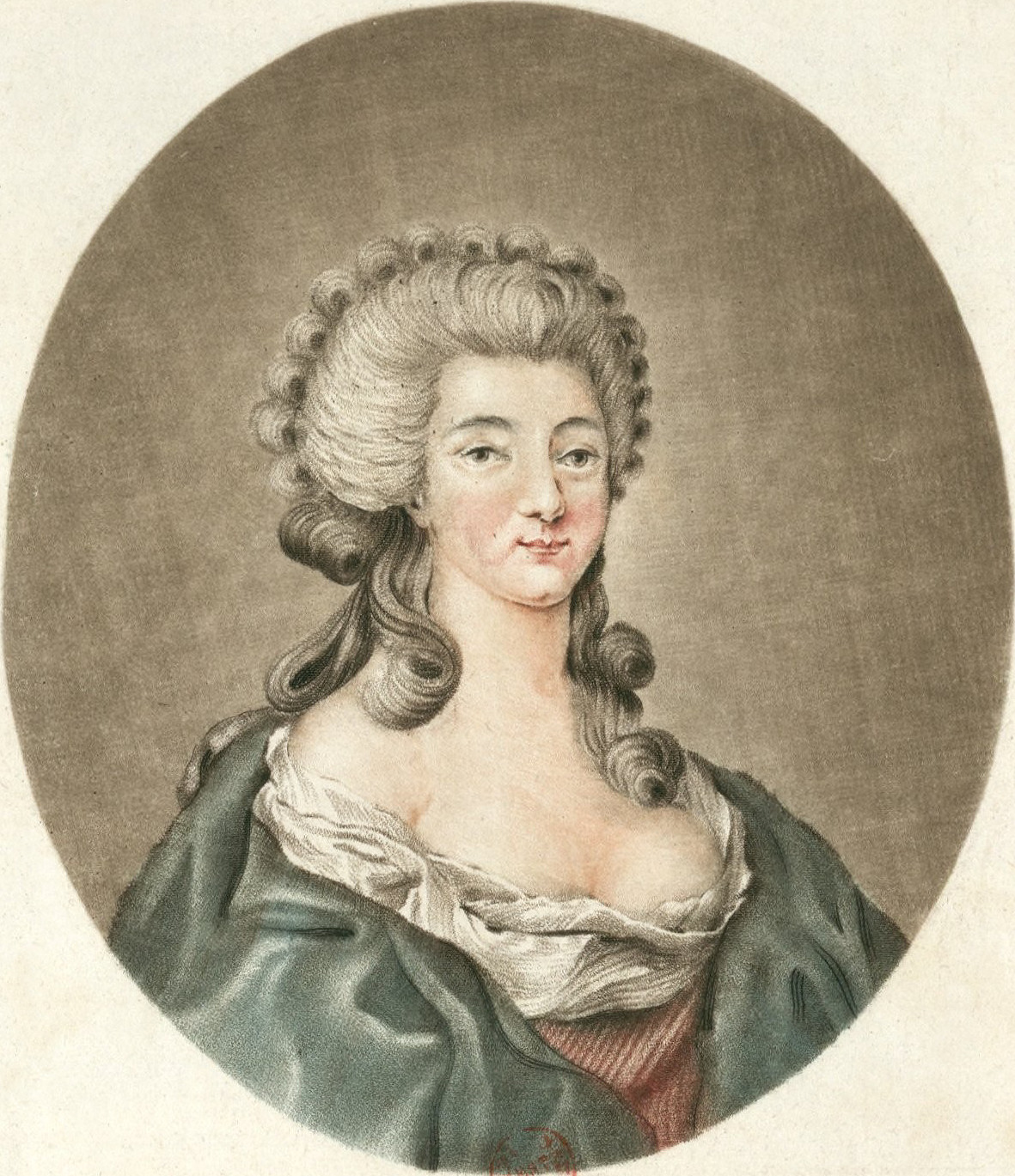
Jeanne de la Motte
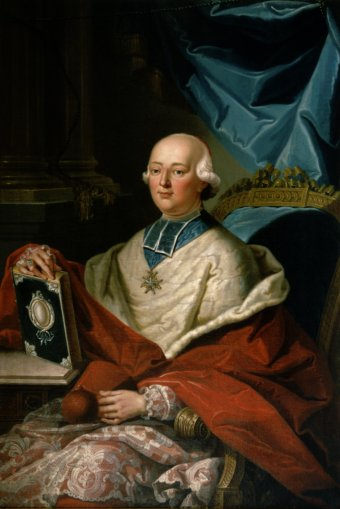
El cardenal de Rohan

## Direcció
Aquesta pel·lícula japonesa ha estat dirigida per un francès amb actors majoritàriament britànics. Presenta altres particularitats.
És, en principi, una pel·lícula encarregada a Jacques Demy, cosa estranya per al director. L'encàrrec prové d'un productor japonès, Mataichiro Yamamoto, posseïdor dels drets d'un manga d'èxit, La rosa de Versalles.
Una altra particularitat és que aquest manga és obra d'una dona, Riyoko Ikeda, més tradicionalment reservat als homes.
Finalment, una gran part de la pel·lícula ha estat rodada al castell de Versalles, que obre per primera vegada des de la pel·lícula de Sacha Guitry, Si Versalles s'expliqués, les seves portes a la realització d'una pel·lícula. Es pot, fins i tot, veure-hi una escena rodada al petit teatre de la Reina, durant molt de temps tancat a les visites.
El productor escull aquest director francès perquè està habituat a rodar en anglès, però també per facilitar l'accés als monuments històrics, sense la qual cosa la pel·lícula hauria estat realitzada en estudis a Anglaterra. L'escena de la presa de la Bastilla és rodada a Senlis. Una falsa Bastilla va ser construïda a prop de l'església Sant-Pierre. La pel·lícula troba l'èxit al Japó; és igualment venuda a una cadena privada als Estats Units, a Espanya i a alguns altres països. A França, els distribuïdors no la compren; les pretensions dels japonesos són massa elevades. Serà distribuïda vint anys després.